# Contea di Tioga (New York)
La contea di Tioga, in inglese Tioga County, è una contea dell'area centro-meridionale dello Stato di New York negli Stati Uniti. Il capoluogo è Owego.

## Geografia fisica
La contea si trova nel sud dello Stato, al confina con la Pennsylvania. Il territorio della contea è prevalentemente collinare e raggiunge la massima elevazione di 609 metri nel settentrione. Nell'area meridionale scorre da est verso sud-ovest il fiume Susquehanna che riceve da nord i due rami dell'Owego Creek. Alla confluenza dell'Owego Creek con il fiume Susquehanna è situata la cittadina di Owego che funge da capoluogo di contea.

### Contee confinanti
- Contea di Tompkins - nord
- Contea di Cortland - nord-est
- Contea di Broome - est
- Contea di Susquehanna (Pennsylvania) - sud-est
- Contea di Bradford (Pennsylvania) - sud
- Contea di Chemung - ovest

## Storia
I primi abitanti del territorio della contea furono i nativi Onondaga e Cayuga della confederazione irochese. Quando fu istituita la Provincia di New York nel 1683, l'area dell'attuale contea faceva parte della contea di Albany. Nel 1794, nei pressi di Canandaigua, fu raggiunto un accordo tra gli irochesi ed il Governo degli Stati Uniti con il quale gli indiani persero la proprietà del territorio. La contea fu istituita nel 1791, separando il territorio che ne avrebbe fatto parte dalla contea di Montgomery. Il nome deriva da una parola irochese che significa "alla biforcazione" o "corrente rapida". La contea aveva un'estensione molto maggiore di quella attuale. Nel 1798 ne è stato separato parte del territorio che avrebbe costituito le contee di Chemung, Chenango e Schuyler. Nel 1806 ne è stato separato il territorio della contea di Broome.

## Comuni[4]
- Barton - town
- Berkshire - town
- Candor - town
- Newark Valley - town
- Nichols - town
- Owego (capoluogo) - town
- Richford - town
- Spencer - town
- Tioga - town
- Waverly - village